# هونیتون
population_as_ofهونیتونlongitudeهونیتونpopulation_footnotesهونیتونlatitudeهونیتون
هونیتون (به انگلیسی: Honiton) یک شهرک در بریتانیا است که در انگلستان واقع شده‌است.

## خصوصیات
هونیتون ۱۱٬۸۲۲ نفر جمعیت دارد.